# Frederik Winther
Frederik Winther, né le 4 janvier 2001 à Gentofte au Danemark, est un footballeur danois qui évolue au poste de défenseur central au Hammarby IF.

## Biographie

### Lyngby BK
Frederik Winther est formé par le Boldklubben 1903 où il commence le football à l'âge de 6 ans jusqu'à ses 13 ans avant de poursuivre sa formation au Lyngby BK. Il a progressé dans l'académie de Lyngby tout en jouant des matchs pour son école primaire, Kildegård Privatskole dans le tournoi de football de l'école Ekstra Bladet en 2016. Winther joue son premier match en professionnel à seulement 18 ans, le 20 mars 2019, en entrant en jeu lors d'une rencontre de championnat face au Silkeborg IF, contre qui son équipe s'impose (2-0).
Déjà courtisé à l'été 2019, ses prestations lors de la saison 2019-2020, où il s'impose comme titulaire, attirent de nombreux clubs européens.

### FC Augsbourg
Le 5 octobre 2020, Frederik Winther est recruté par le FC Augsbourg, club avec lequel il s'engage pour un contrat courant jusqu'en juin 2025. Il est toutefois laissé à son club formateur le Lyngby BK, jusqu'à la fin de la saison.
Winther arrive donc à Augsbourg à l'été 2021, et fait sa première apparition sous ses nouvelles couleurs dès le 7 août 2021 contre le Greifswalder SV 04, en coupe d'Allemagne. Il est titularisé ce jour-là, et se fait remarquer en marquant son premier but pour le club, égalisant juste avant la mi-temps alors que son équipe était menée. Augsbourg s'impose finalement par quatre buts à deux,.

### Prêt au Brøndby IF
Le 31 janvier 2023, lors du mercato hivernal, Frederik Winther est prêté jusqu'à la fin de la saison au Brøndby IF. Il vient notamment pour compenser le départ de Sigurd Rosted au Toronto FC.

### Hammarby IF
Le 28 mars 2024, Frederik Winther rejoint la Suède en s'engageant en faveur du Hammarby IF. Il signe un contrat de quatre ans, soit jusqu'en décembre 2027.

### En sélection
Frederik Winther joue son premier match avec l'équipe du Danemark des moins de 19 ans le 13 janvier 2019 face à l'Israël (1-1). Le 13 novembre 2019 il marque son premier but avec cette sélection contre la Finlande mais ça ne suffit pas et son équipe s'incline (2-1).
Winther est également sélectionné avec les moins de 20 ans, jouant deux matchs avec cette sélection en 2021.
Frederik Winther joue son premier match avec l'équipe du Danemark espoirs le 3 septembre 2021, lors d'un match amical contre la Grèce. Il est titularisé et les deux équipes se neutralisent ce jour-là (1-1 score final).